# Albirena (apellido)
Albirena es un apellido patronímico de origen español, específicamente vasco, muy extendido por la península ibérica e Hispanoamérica.

## Origen
Tiene sus raíces en la antigua región de la península ibérica, específicamente en España. Se cree que el origen de este apellido se remonta a la época medieval, cuando los apellidos comenzaron a utilizarse como una forma de distinguir a las familias y establecer linajes. La etimología del apellido «Albirena» sugiere que deriva de la combinación de dos elementos: «Albi» nombre propio masculino, y «rena» que es una terminación vasca cuyo significado literal es el de «casa de».
Su significado sugiere que el origen de este apellido es el de un caserío Navarro propiedad de alguien llamado «Albi».

## Escudo
Cada escudo representa a una rama familiar del apellido, cuyos datos de origen suelen constar en la descripción del mismo, por lo que solo los herederos de esa rama familiar pueden disfrutar de dicho blasón.
|  | El escudo Albirena está blasonado así: En campo de plata, una cruz de gules. Originario de Navarra. |

## Hidalguía y Nobleza del apellido Albirena
El reconocimiento de la nobleza de la familia Albirena ha sido meticulosamente documentado y recopilado en una valiosa obra realizada por el ilustre Decano Rey de Armas, Don Vicente Cadenas y Vicent. A lo largo de la historia, diversos Reyes de Armas españoles han otorgado certificados de hidalguía a diferentes apellidos, y el apellido Albirena no es una excepción. Sin embargo, es importante destacar que fue el propio Don Vicente Cadenas y Vicent, quien ostentaba el cargo de Cronista de Armas designado por Don Carlos de Habsburgo y de Borbón, Duque de Madrid, Conde de Molina y de Montemolín, el primero en certificar la hidalguía de la familia Albirena.

## Distribución geográfica
A lo largo de los siglos, las familias con el apellido «Albirena» se han extendido por diferentes regiones de España y también han emigrado a otros países. Hoy en día, se puede encontrar personas con este apellido en diversas partes del mundo, aunque es más común en aquellos lugares donde hubo una mayor concentración de personas de ascendencia española.
Según Forebears, a 2023 hay aproximadamente 295 personas en el mundo con este apellido, siendo Perú el país con más concentración de ellas.